# Dalla octomaculata
Dalla octomaculata là một loài bướm ngày thuộc họ Bướm nhảy, phân họ Heteropterinae. Loài này có ở Costa Rica và Panama.